# Museu de Arte Contemporânea de Caracas

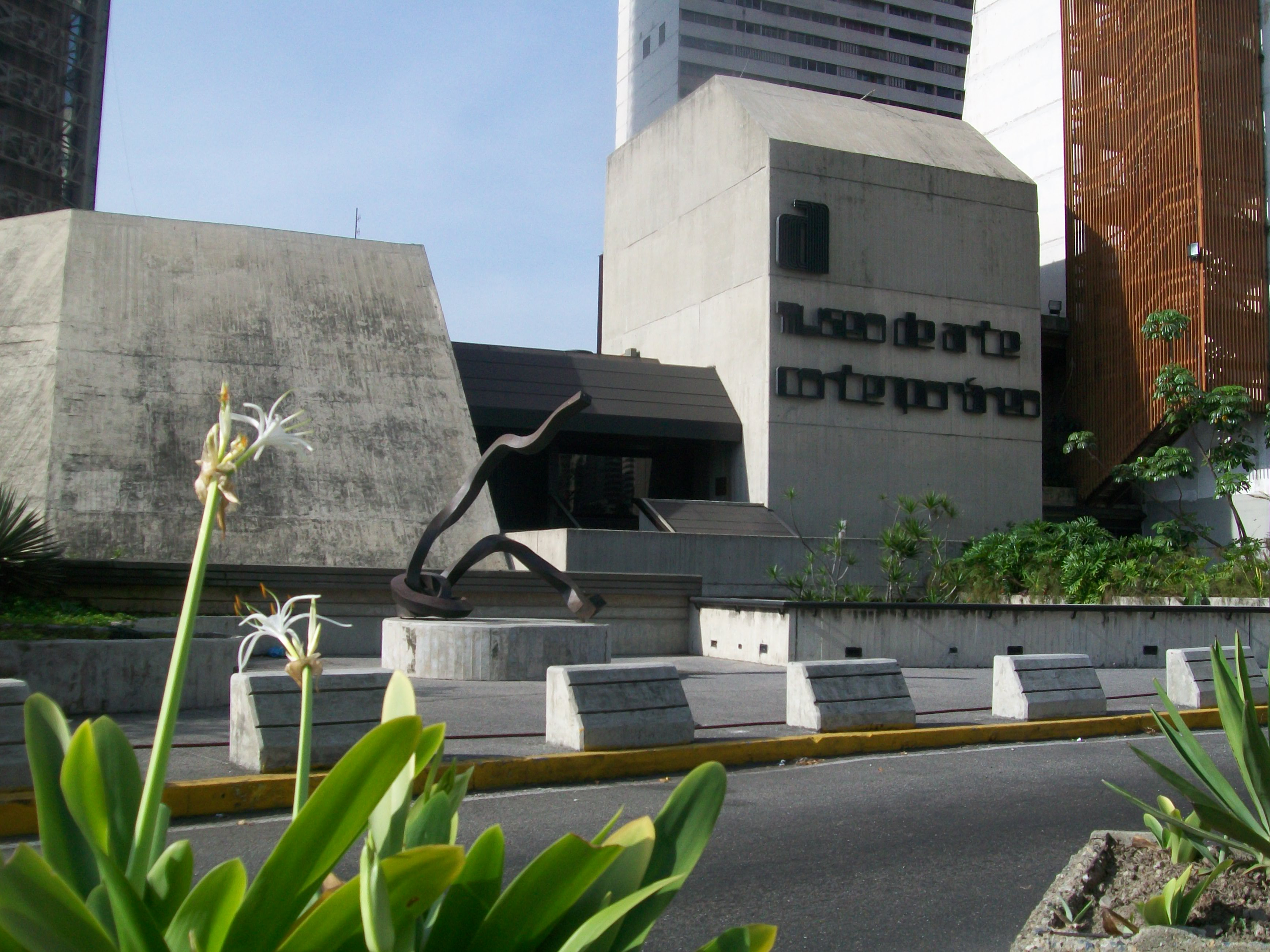
Fachada do Museu de Arte Contemporânea de Caracas, no Complexo Parque Central.

O Museu de Arte Contemporânea de Caracas (em espanhol, Museo de Arte Contemporáneo de Caracas, MACC, já denominado Museo de Arte Contemporáneo de Caracas Sofía Ímber) é um museu público venezuelano, fundado em 1973 e inaugurado no ano seguinte. É parte integrante do Complexo Parque Central, situando-se nas proximidades do Teatro Teresa Carreño, no centro de Caracas. Criada com apoio do Centro Simón Bolívar, a instituição é subordinada à Fundação Museus Nacionais desde 2005.
O museu possui uma das mais importantes coleções latino-americanas de arte moderna e contemporânea, com aproximadamente 4000 obras, abrangendo as principais tendências e movimentos artísticos ocidentais ao longo do século XX. Possui biblioteca especializada em artes visuais, centro multimídia e ateliês de criação artística. Mantém programa educacional e exposições temporárias.
O MACC também é responsável pela manutenção de outros espaços culturais e expositivos em Caracas (Sala Ipostel e Casa Cultural Alameda) e nas cidades de Guarenas (Galería Pequeño Formato), Tovar (Museu de Arte de Tovar) e Coro (Museu de Arte de Coro).

## Histórico
A história do Museu de Arte Contemporâneo de Caracas remonta a 1969, quando o engenheiro Carlos Delfino idealizou a construção do Complexo Urbanístico Parque Central, a ser erguido em um grande terreno entre as avenidas Lecuna e Bolívar, como parte das obras de urbanização do distrito de El Conde, no centro de Caracas. O projeto foi encampado pelo Centro Símon Bolívar, empresa estatal venezuelana dedicada ao planejamento, execução, e administração de obras urbanas de interesse público, durante o mandato do presidente Rafael Caldera. O projeto arquitetônico do complexo, constituído por oito torres residenciais e duas torres comerciais, ficou a cargo de Daniel Fernández-Shaw. Sua construção se iniciou em 1970.

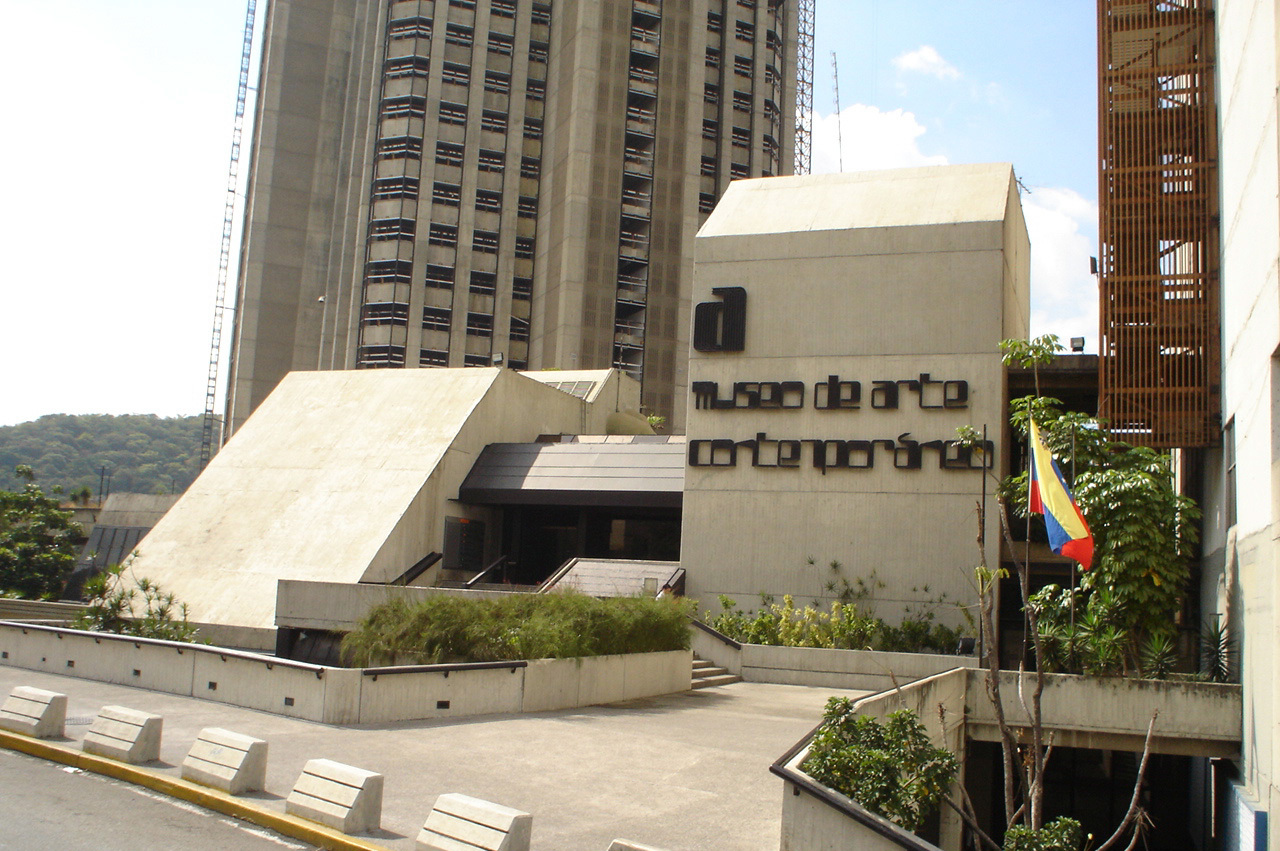
Vista parcial do Museu de Arte Contemporânea de Caracas. Ao fundo, edifício do Complexo Parque Central.

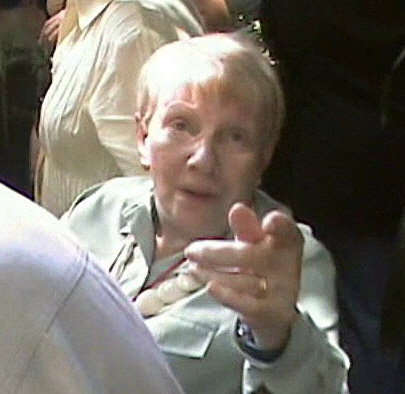
Sofía Ímber, diretora do museu por 31 anos.

Paralelamente à construção das torres, optou-se por incluir no projeto a instalação de equipamentos culturais e de lazer no interior do complexo. Surgiu então a ideia de criar uma instituição cultural que pudesse complementar a coleção de arte clássica do Museu de Belas Artes de Caracas, dedicada às tendências artísticas surgidas no pós-guerra. O campo de atuação da instituição seria posteriormente modificado, e, embora batizado como "Museu de Arte Contemporânea", estaria centrado, majoritariamente, na arte moderna.
Em 30 de agosto de 1973, foi oficialmente estabelecida a Fundação Museu de Arte Contemporânea de Caracas, vinculada ao Centro Símon Bolívar. A jornalista e crítica de arte Sofía Ímber foi apontada como sua primeira diretora. O museu foi aberto ao público em 20 de fevereiro de 1974, com um mural (B.I.V.) e duas esculturas (Progresión Caracas 1 e Progresión Caracas 2) executadas in situ por Jesús Rafael Soto. O artista também doou ao museu dois murais executados em meados da década de 1960. Complementavam a incipiente coleção um conjunto de 50 obras cedidas pelo Centro Símon Bolívar, formada por autores como Valerio Adami, Michelangelo Pistoletto, Richard Smith, Stephen Buckley, Patrick Caulfield, Larry Bell, John Latham, Marisol Escobar, Giangiacomo Spadari, Emilio Tadini, Lucio Del Pezzo e Hervé Télémaque, entre outros. Nos anos seguintes, por meio de compras e doações, o museu logrou ampliar substancialmente sua coleção de arte moderna e contemporânea.
O museu logo se estabeleceria como um importante marco museológico de sua época e daria relevante apoio ao desenvolvimento do ambiente artístico na capital venezuelana, projetando-se também internacionalmente por meio de uma série de convênios com instituições congêneres. Criou um programa educacional, voltado à formação artística de jovens e adultos e iniciativas pioneiras no país, como o departamento de educação especial para deficientes visuais e um centro multimidia. Foi também o primeiro museu venezuelano a oferecer um serviço bibliotecário especializado em artes.
Importantes exposições promovidas pelo museu desde sua inauguração despertaram o interesse do público, permtindo-lhe angariar um amplo número de visitantes (30 milhões em 30 anos). Destacaram-se mostras como Red Grooms, O espírito Dadá e Arte de vídeo, uma ampla exposição dedicada ao movimento COBRA e retrospectivas de Henry Moore e Jesús Rafael Soto. As exposições também serviram como base à ampla produção editorial da instituição, composta por mais de 500 catálogos. Em 1990, o governador do então Distrito Federal, Virgilio Ávila Vivas, decidiu prestar homenagem à diretora do museu, modificando o nome da instituição para Museu de Arte Contemporânea Sofía Ímber (MACCSI).
No começo do século XXI, o museu passou por modificações profundas em sua estrutura e esteve no centro de uma série de polêmicas envolvendo sua gestão. Após a eleição de Hugo Chávez, o governo venezuelano iniciou um programa de reestruturação da administração cultural pública. Por meio de decreto emitido em 15 de janeiro de 2001, anunciado pelo presidente em rede nacional de televisão, o governo destituiu os diretores de treze equipamentos culturais nacionais. Sofía Ímber, à frente do museu desde sua fundação, foi substituída por Rita Salvestrini. A nova gestão restituiu ao museu sua denominação original.
Em 2002, o museu tornou público o desaparecimento da obra Odalisca com calças vermelhas (em francês, Odalisque au Pantalon Rouge) de Henri Matisse, subtraído de seu acervo em data indeterminada e substituído por uma falsificação. O Federal Bureau of Investigation (FBI) afirmou, pouco tempo depois, que a obra havia sido restaurada em uma casa especializada de Miami e posteriormente contrabandeada para a Europa, possivelmente para a Espanha. A polícia francesa também investigou o sumiço da obra e revelou que a pintura fora oferecida a uma colecionadora daquele país por galeristas norte-americanos e europeus, ao passo que o jornal venezuelano El Mundo levantou a hipótese da obra ter sido trocada em 1997, quando foi emprestada para uma exposição realizada na Espanha. A obra foi encontrada em Miami em 2012, durante uma operação policial montada pelo FBI onde foram presos dois suspeitos.

## Instalações
O museu está instalado em um edifício integrante do Complexo Parque Central, projetado por Daniel Fernández-Shaw no fim dos anos 60. O edifício possui aproximadamente 21.000 metros quadrados de área construída, distribuídos por cinco andares. O espaço expositivo consiste em treze salas, sendo oito dedicadas à exposições temporárias, uma sala multimídia (voltada à arte digital e à videoarte) e duas salas para exposição da coleção permanente (uma com uma seleção de grandes mestres do acervo e outra abrigando a Suíte Vollard de Pablo Picasso). É equipado com auditório com capacidade para 175 pessoas, ateliê, biblioteca especializada, laboratório de conservação e restauração, áreas administrativas e de serviços. O museu também possui um Jardim de Esculturas, onde se encontram permanentemente expostas obras de artistas como Joan Miró, Héctor Fuenmayor e Lucio Fontana.

## Acervo
O Museu de Arte Contemporânea de Caracas possui uma coleção de aproximadamente 4.000 obras, formada por meio de aquisições e doações. O acervo abrange, majoritariamente, a produção artística ocidental do século XX, por meio de pinturas, esculturas, tapeçarias, desenhos, gravuras, fotografias, instalações, exemplares de videoarte e outros suportes. É considerada uma das coleções mais importantes em sua tipologia na América Latina.
A coleção abarca um pequeno núcleo de obras impressionistas e pós-impressionistas, de pintores como Claude Monet, Maurice Utrillo e Auguste Herbin e dos escultores Auguste Rodin e Aristide Maillol. O museu possui um conjunto bastante consistente de arte moderna, onde se destacam obras de grande relevância de Pablo Picasso (Retrato de Dora Maar, Duas figuras reclinadas e 76 gravuras da série de Suíte Vollard), Joan Miró (Aula de esqui) e Marc Chagall (Carnaval noturno).
Estão representados o fovismo (Maurice de Vlaminck, Henri Matisse), o expressionismo (Emil Nolde), o cubismo e o futurismo (Georges Braque, Fernand Léger, Henri Laurens, Alexander Archipenko), as correntes não-figurativas (Kandinsky, Josef Albers, Edgar Negret, Kenneth Armitage, Henry Moore, Lynn Chadwick), o surrealismo e o dadaísmo (Max Ernst, Marcel Duchamp, Hans Arp, Lucian Freud), o tachismo (Serge Poliakoff, Pierre Alechinsky, Jean Dubuffet), a pop art (Robert Rauschenberg, Richard Lindner, George Segal) e outras correntes artísticas e tendências diversas (Alberto Magnelli, Victor Vasarely, Nicolas Schöffer, Francis Bacon, Fernando Botero, Lucio Fontana, Edward Kienholz, etc.).
Há um vasto núcleo de obras modernas e contemporâneas de autores venezuelanos, como Jesús Rafael Soto, Cornelis Zitman, Manuel Quintana Castillo, Oswaldo Vigas, Milton Becerra, Harry Abend, Carlos Zerpa, Miguel von Dangel e Pedro León Zapata, além de um importante conjunto de cerâmicas venezuelanas e internacionais.